# Varsity Blues (filme)
Varsity Blues (br: Marcação Cerrada / pt: Balada dos Campeões) é um filme de drama adolescente esportivo estadunidense de 1999 dirigido por Brian Robbins, que segue uma pequena cidade e seu time de futebol americano de escola superior e seu treinador arrogante por uma temporada tumultuada. Os jogadores têm de lidar com as pressões da adolescência e a obsessão da comunidade com o futebol, tendo um treinador duro e arrogante sobre as suas costas constantemente. Na pequena (fictícia) da cidade de West Canaan, Texas, o futebol é um modo de vida, e perder não é uma opção.
Varsity Blues desenhou uma bilheteria doméstica de $52 milhões contra a sua estimativa de orçamento $16 milhões apesar de revisões críticas mistas.
Foi lançado diretamente em vídeo no Brasil, com o então título "Jogando Para Vencer", mudando para "Marcação Cerrada" mais tarde.

## Sinopse
Jonathan "Mox" Moxon (James Van Der Beek) é um quarterback de backup inteligente e talentoso academicamente para o time de futebol West Canaan High School. Apesar de sua relativa popularidade na escola, amizades fáceis com outros jogadores, e namorada inteligente e atrevida Jules Harbor (Amy Smart) , Mox está insatisfeito com sua vida. Ele quer deixar o Texas para ir à escola na Universidade de Brown. Ele despreza seu pai obcecado por futebol (Thomas F. Duffy) e tem medo de jogar sob lendário treinador Bud Kilmer (Jon Voight) , uma autoridade verbalmente abusiva, controlando quem acredita na conquista "a todo custo" . Ele tem um forte histórico como treinador, comentando em um discurso que "em meus trinta anos de treinador de futebol no West Canaan, eu trouxe dois títulos estaduais, e 22 campeonatos distritais!" Sua filosofia finalmente toma seu pedágio em quarterback dos Coyotes, Lance Harbor (Paul Walker), melhor amigo de Mox e irmão de Jules. Lance é manipulado em tirar fotos anestesiado em uma lesão no joelho que finalmente sucumbe ao fracasso e resulta em ainda maior lesão durante o jogo. Ele é levado às pressas para o hospital, onde os médicos estão revoltados com a enorme quantidade de tecido cicatricial encontrado em seu joelho.
Mox, que tem acompanhado Lance para o hospital, fica chocado quando Kilmer finge ignorância aos médicos de Lance sobre problemas no joelho de Lance, quando na verdade Kilmer encomendou o treinador para injetar em doses. Na necessidade de um novo quarterback, Kilmer relutantemente escolhe o nome de Mox para substituir Lance como capitão e zagueiro. O movimento traz dividendos inesperados para Mox, sendo um deles Darcy Sears (Ali Larter), a bela namorada cheerleader loira de Lance, que está interessado em se casar com um jogador de futebol, a fim de escapar da vida de cidade pequena. Ela vai ainda mais longe ao tentar seduzir Mox, ostentando um "biquíni", feita de chantilly sobre seu corpo nu de outra maneira, mas ele rejeita-la tão gentilmente quanto ele pode.
Desgostoso com Kilmer e não sentir uma forte necessidade de vencer, Mox começa a chamar suas próprias peças em campo sem a aprovação de Kilmer  Ele também repreende o pai, gritando com ele: "Eu não quero a sua vida!" O Moxon mais velho tinha sido um jogador de futebol no West Caanan, e embora Kilmer o dispensou por falta de talento e coragem, Moxon ainda respeita e obedece Kilmer. Quando Kilmer ao tomar conhecimento de que Mox ganhou uma bolsa integral para Brown, Kilmer ameaça Mox que se ele continuar a desobedecer e desrespeitar ele, o treinador irá alterar transcrições de Mox, a fim de reverter a decisão em sua bolsa de estudos.
Falta de preocupação de Kilmer para jogadores continua, resultando em um colapso dramático de Billy Bob (Ron Lester). Quando Wendell Brown, outro amigo de Mox, é ferido no campo , as pressões de Kilmer sobre Brown para tomar uma injeção de cortisona para amortecer a dor de sua lesão, permitindo-lhe continuar, mesmo em face de uma lesão permanente. Desesperado para ser recrutado por uma boa faculdade, Wendell dá o seu consentimento. Neste momento, Mox diz a Kilmer ele vai sair do time se a agulha entrar no joelho de Wendell. Destemido, ele ordena que Charlie Tweeder (Scott Caan), amigo de ambos Mox e Wendell, venha a para substituir Mox, mas Tweeder recusa. Mox diz Kilmer que a única maneira que eles vão voltar para o campo é sem Kilmer. Percebendo que ele será forçado a desistir do jogo, Kilmer perde o controle e ataca Mox. Os outros jogadores interceder e , em seguida, recusar-se a levar para o campo. Sabendo de sua perda de controle lhe custou a sua credibilidade, Kilmer tenta em vão conseguir apoio e despertar o espírito de equipe em confiar nele, mas nenhum dos jogadores segui-lo para fora do vestiário. Ele continua no corredor, e não vendo ninguém a segui-lo, vira outra direção e em seu escritório. A equipe passa a ganhar o jogo sem a sua orientação.
Em um epílogo de voz, Mox narra conseqüências em vários personagens, incluindo o fato de que nunca Kilmer treinou novamente e que Lance se tornou um treinador de sucesso.

## Elenco
- James Van Der Beek como Jonathon "Mox" Moxon, um quarterback de reserva inteligente e talentoso academicamente, mas rebelde. Mox se contenta em ter uma carreira de reserva, para grande desgosto de seu pai Sam. Seu objetivo principal é fugir de sua cidade natal obcecada com o futebol e estudar em Universidade de Brown. O melhor amigo de Mox é All-Texas quarterback Lance Harbor e de Jules que é a irmã mais nova de Lance é a namorada dele. Mox é um dos, talvez mesmo o único, jogador para enfrentar Kilmer e não ter reservas em relação a ele, especialmente na defesa de Lance, Wendell, e Billy Bob. Ele acaba levando sua bolsa de estudos e graduados de Brown.

- Jon Voight como Treinador Bud Kilmer, o treinador dos Coyotes por 30 anos. Kilmer teve imenso sucesso em campo, mas é um maníaco por controle verbalmente abusivo que é o governante de facto, tanto da escola e da cidade, porque ele ganha. Kilmer finalmente encontra seu par quando Mox leva um intervalo motim e ele ataca Mox. Ele percebe que ele perdeu e sua credibilidade está desaparecido. Ele embala até seu escritório e deixa West Canaan High antes do final do último jogo.

- Paul Walker como Lance Harbor, o capitão original e zagueiro dos Coyotes. Lance é a dois dois anos quarterback em todo o estado com uma bolsa de estudos para jogar no Universidade do Estado da Flórida. Ele tem um golpe no joelho durante seu último ano, arruinando assim a sua futura carreira de jogador devido às injeções de cortisona que ele estava tomando para amortecer a dor de seu joelho. Ele é o melhor amigo de Mox e o namorado da capitã das Cheerleader Darcy Sears. Lance treina os Coyotes no último jogo e torna-se um treinador após o colegial.

- Ron Lester como Billy Bob, um guarda ofensiva excesso de peso, mas poderoso. Billy Bob é um animal de partido indisciplinado e parte principal da equipe. Inicialmente amado por Kilmer por causa de seu "coração" (o que significa jogar com uma concussão), mais tarde ele cai em desgraça com Kilmer quando ele sente falta de um bloco que permite que o joelho de Lance para ser destruído. Billy Bob está desesperado para agradar Kilmer, mas sua cabeça está ferido. Depois de chorar após uma perda, Kilmer humilha Billy Bob na frente de toda a equipe e ao retornar para a escola; Billy Bob vai para um campo de futebol pee-wee a pensar em cometer suicídio. Mox encontra-lo e diz que ele ea equipe precisa dele. Billy Bob recebe um TAC e sua cabeça foi curada e ele ganha o último jogo para os Coyotes em um jogo truque.

- Scott Caan como Charlie Tweeder, um wide receiver selvagem, arrogante e de noitadas para os Coyotes. Tweeder hospeda pós-jogos de partidas de futebol, onde há drogas, álcool, e enquanto dois policiais [Polícia Estadual] [Texas] visitar uma festa de confiscar o álcool, dizem Tweeder para sair, onde ele prontamente rouba seu carro e vai numa viagem de recreio nele, mas ele não está preso devido à influência de Kilmer em toda a cidade, incluindo a aplicação da lei. Apesar de suas arestas, Tweeder é um bom amigo, defendendo Mox, Lance, Wendell, e Billy Bob e não esconde seu desdém por Kilmer como um treinador ou uma pessoa.

- Richard Lineback como Joe Harbor, Lance do e pai de Jules. Um pai típico obcecado com o futebol na West Canaan e rotineiramente brinca Mox e seu pai para Mox backup de Lance. Joe era, obviamente, um bom jogador na escola e jogou para Kilmer. Ele é mostrado para ser solidário com Mox depois que ele se torna o motor de arranque.

- Amy Smart como Jules Harbor, a namorada de Mox e irmã mais nova de Lance. Jules parece ser a única pessoa que Mox conhece que despreza a obsessão do futebol na cidade. Ela gosta Mox como ele é diferente do que o resto dos caras do time, mas quando Mox se torna o motor de arranque ela tem medo que ele está se tornando tal como o resto da cidade. Após uma breve briga, eles se reconciliam no fim do último jogo.

- Eliel Swinton como Wendell Brown, o único jogador afro americano na equipe. Wendell é um rápido e muito talentoso running back, mas não está sendo recrutado porque Kilmer não deixá-lo marcar touchdowns, quando a equipe recebe dentro da Red Zone, apesar de Wendell média 133 jardas por jogo correndo. Ele está chateado por ser "cavalo de trabalho preto do Kilmer". Mox muda as jogadas na aproximação para obter Wendell para a end zone, para grande desgosto de Kilmer. Wendell rasga sua coxa no primeiro tempo do último jogo e quase toma um analgésico tiro para permanecer no jogo, mas Lance pede a não fazer isso como faz Mox, Tweeder, e Billy Bob. Isto leva a Kilmer atacar Mox no vestiário no intervalo. Após o colegial, Wendell recebe uma bolsa de estudos para jogar no Universidade Estadual Grambling.

- Thomas F. Duffy como Sam Moxon, pai obcecado por futebol de Mox. Ele ora por tempo de jogo para seu filho e está mais preocupado com os próximos jogos do que o fato de seu filho ganhou admissão a um Ivy League escola. Kilmer chama Sam "não wussy talento" quando jogou, mas que ele jogou duro e ouviu Kilmer e que é a única razão a qual Kilmer está colocando-se com Moxon.

- Joe Pichler como Kyle Moxon, Irmão mais novo de Mox que está em religiões em vez de futebol e enfurece seu pai com a sua indiferença para com o futebol e o comportamento estranho.

- Ali Larter como Darcy Sears, a namorada de Lance e a capitã líder de torcida. Ela vai atrás de Mox quando Lance vai para baixo, mas Mox não a quer por lealdade ao seu amigo Lance e sua namorada Jules.

- Tonie Perensky como Miss Davis, uma professora em West Canaan High School que luares como uma stripper no clube de strip local The Landing Strip. Miss Davis fornece um dos pontos altos do filme, deixando Mox, a quem ela se refere com o muito formal 'Johnathan', mostrar sua inteligência discutindo a 'ereção masculina" e é gíria comum, durante uma aula de reprodução sexual.

## Recepção
O filme estreou em #1 nas bilheterias da América do Norte fazendo $17.5  milhões USD em sua semana de estréia. Embora o filme teve uma queda de 39,6% no lucro, ainda era o suficiente para manter o filme no primeiro lugar por mais uma semana.
A recepção crítica foi mista, o filme tem um índice de aprovação de 40% ("podre") das 52 opiniões sobre Rotten Tomatoes, com o consenso "Este é um filme de futebol previsível que carece de intensidade." Roger Ebert observou em sua revisão no Chicago Sun-Times que "Cenas funcionar, mas eles não se acumulam e construir ímpeto". Crítico de cinema on-line da ReelViews James Berardinelli resumiu foi que, embora o filme "faz um desvio de valor ou dois, ele finalmente encontra o seu caminho de volta para a pista bem-vestida de seu gênero".
O filme foi mais tarde  parodiado no filme de 2001 Not Another Teen Movie, em que Ron Lester reprisa seu papel de Billy Bob por interpretar um personagem quase idêntico chamado Reggie Ray. Biquíni chantilly de Ali Larter também foi parodiado. Ele também foi citado no filme de 2004 Mean Girls como o filme favorito de Regina George.

## Trilha sonora
Sendo uma produção da MTV Films, "Varsity Blues" foi preenchida com uma trilha sonora de bandas conhecidas e canções pouco conhecidas. O álbum da trilha sonora foi publicada pela Hollywood Records e continha:
- Walkin' The Line - por Shawn Camp
- My Girlfriend is a Waitress - por The Iguanas
- Nice Guys Finish Last - por Green Day
- Problems - por os Flamin' Hellcats
- Unnoticed - por Anathenaeum
- Love-a-Rama - por Southern Culture on the Skids
- Texas Flood - por Stevie Ray Vaughn
- One Foot in Front of the Other - por Lee Roy Parnell
- Disappear - por Saffron Henderson
- Are You Ready for the Fallout - por Fastball
- Wayward Wind - por Tex Ritter
- Pride of San Jacinto - por The Reverend Horton Heat
- Run - por Collective Soul
- You Blew Me Off - por Bare, Jr.
- Valley of the Pharaohs - por The Hellecasters
- Lonesome Ain't the Word - por Shawn Camp
- Same Old Feeling - por Tim Buppert
- If Your Girl Only Knew - por Aaliyah
- Boom Boom Boom - por The Iguanas
- Horror Show - por Third Eye Blind
- Hot for Teacher - por Van Halen
- Thunderstruck - por AC/DC
- Voices Inside My Head - por Amber Sunshower
- My Hero - por Foo Fighters
- Every Little Thing Counts - por Janus Stark
- Fly - por Loudmouth
- Nitro (Youth Energy) - por Offspring

## Prêmios
- 1999 Teen Choice Awards
  - Best Breakout Performance: James Van Der Beek (vencedor)
  - Best Dramatic Film (indicado)

- 1999 MTV Movie Awards
  - Best Breakout Performance: James Van Der Beek (vencedor)
  - Best Movie Song (indicado)

- 2000 Blockbuster Entertainment Awards
  - Best Male Newcomer: James Van Der Beek (indicado)